# Muhamed Ali-šah Kadžar
Muhamed Ali-šah Kadžar (perz. محمدعلی شاه قاجار; Tabriz, 21. lipnja 1872. – Sanremo, 5. travnja 1925.), šah Irana i sedmi vladar iz kadžarske dinastije.
Rođen je u Tabrizu na sjeverozapadu Irana, a na prijestolju je 1907. godine naslijedio oca Mozafaradin-šaha. Početak političke karijere obilježila je turbulentna ustavna revolucija protiv koje se Muhamed Ali-šah kao gorljivi apsolutist borio svim raspoloživim sredstvima, pa je tako uz rusku i britansku pomoć dao bombardirati iranski parlament. Godine 1909. revolucionarne snage iz Rašta prodiru u Teheran i svrgavaju Muhameda Ali-šaha, obnavljaju ustavnu monarhiju i proglašavaju šahom njegovog 11-godišnjeg sina Ahmed-šaha. Posljednje godine života Muhamed Ali-šah prvo provodi u ruskoj Odesi (današnja Ukrajina) odakle pokušava neuspješan puč iz Gorgana, a potom u Istanbulu i Sanremu gdje umire kao prvi u seriji četvorice posljednjih iranskih monarha preminulih u inozemstvu (Ahmed-šah, Reza-šah, M. Reza Pahlavi).
| Prethodnik:     | Iranski šah (kadžarska dinastija) (3. siječnja 1907. - 16. srpnja 1909.) | Nasljednik: |
| Mozafaradin-šah | Iranski šah (kadžarska dinastija) (3. siječnja 1907. - 16. srpnja 1909.) | Ahmed-šah   |